# 硫化锕
硫化锕是一种无机化合物，化学式为Ac2S3，有放射性。

## 制备
硫化锕可由氧化锕或氢氧化锕在高温（1400℃）下和H2S与CS2的混合物反应得到。

## 化学性质
硫化锕可溶于稀酸。